# Edward Robinson (acadêmico)
Edward Robinson (10 de abril de 1794, Southington, Connecticut – 27 de janeiro de 1863, Cidade de Nova Iorque) foi um estudioso bíblico norte-americano. Seus trabalhos sobre geografia bíblica e arqueologia bíblica feitos durante o domínio Otomano na Palestina, tornaram ele o "Pai da Geografia Bíblica" e o "Fundador da Palestinologia Moderna". O mesmo descobriu a cidade de Cafarnaum. "O nome Cafarnaum pode significar tanto “vila da consolação” como “vila de Naum”, um antigo profeta hebreu cujo livro faz parte do Antigo Testamento. Essa última opção é apoiada por uma tradição judaica que afirma que o túmulo do profeta está enterrado ali."[2]